# Jesús Iglesias
 Jesús Ricardo Iglesias  (Pergamino, 22 de febrer de 1922 - Buenos Aires, 11 de juliol del 1995) va ser un pilot de curses automobilístiques argentí que va arribar a disputar curses de Fórmula 1.

## A la F1
Va debutar a la primera cursa de la temporada 1955 (la sisena temporada de la història) del campionat del món de la Fórmula 1, disputant el 22 de febrer del 1922 el GP de l'Argentina al Circuit Oscar Alfredo Galvez.
Jesús Iglesias va participar en una única cursa puntuable pel campionat de la F1, havent de retirar-se per problemes amb la transmissió del seu monoplaça.

## Resultats a la Fórmula 1
| Any  | Equip         | Xassís  | Motor   | 1       | 2   | 3   | 4   | 5   | 6   | 7   | Posició | Punts |
| ---- | ------------- | ------- | ------- | ------- | --- | --- | --- | --- | --- | --- | ------- | ----- |
| 1955 | Equip Gordini | Gordini | Gordini | ARG Ret | MON | 500 | BEL | HOL | GBR | ITA | -       | 0     |

### Resum
| Curses: | Victòries: | Pòdiums: | Poles: | Voltes ràpides: | Punts: |
| ------- | ---------- | -------- | ------ | --------------- | ------ |
| 1       | 0          | 0        | 0      | 0               | 0      |